# فانتزي بريميرليغ
فانتزي بريميرليغ (بالإنجليزية: Fantasy Premier League (FPL))‏ هي لعبة كرة القدم الخيال الرسمية المجانية للدوري الإنجليزي الممتاز. مع أكثر من 10 ملايين لاعب، فهي أكبر لعبة كرة قدم فانتزي في أي دوري كرة قدم محلي.

## التاريخ
تم إنشاء فانتزي بريميرليغ بواسطة آي إس إم (الوسائط الرياضية الدولية) ويمتلكها ويديرها الدوري الإنجليزي الممتاز، وتم تقديمه في عام 2002 لموسم الدوري الإنجليزي الممتاز 2002–03. تم إطلاقه بالتزامن مع إنشاء موقع الدوري الإنجليزي الممتاز.
في موسمها الأول، كان لديها 76،200 لاعب، حيث فاز صاحب المركز الأول برحلة في آي بي لمباراة في الدوري الإنجليزي الممتاز من اختياره. نمت قاعدة اللاعبين سنويًا باستثناء موسمي 2012–13 و2023–24، متجاوزة مليون لاعب لأول مرة خلال موسم 2006–07 وأكثر من 10 ملايين مشاركة لأول مرة خلال موسم 2022–23.

## أسلوب اللعب

### كلاسيكي
موقع فانتزي بريميرليغ الكلاسيكية مفتوحة للجمهور ويشارك فيها سنويًا ملايين الأشخاص حول العالم. يجب على المشاركين اختيار فريق بناءً على لاعبي كرة القدم الحقيقيين في الدوري الإنجليزي الممتاز الذين سجلوا نقاطًا خيالية بناءً على الأداء الإحصائي الحقيقي لهؤلاء اللاعبين. تتراكم النقاط على مدار الموسم من أجل إعلان البطل. بالإضافة إلى لوحة المتصدرين العالمية الإجمالية، توجد لوحات متصدرين عامة أصغر حجمًا يتم تصنيفها حسب البلد الأصلي ونادي الدوري الإنجليزي الممتاز المدعوم.
- اختيار الفريق: يختار المشاركون فريقًا من 15 لاعبًا من الدوري الإنجليزي الممتاز ضمن ميزانية مخصصة تبلغ 100 مليون جنيه إسترليني. ويمكن اختيار ثلاثة لاعبين كحد أقصى لكل نادٍ. ويجب أن تتضمن التشكيلة الأساسية حارس مرمى وثلاثة مدافعين على الأقل.
- إدارة الفريق: يُسمح للمدربين بإجراء انتقال مجاني واحد لكل أسبوع لعب مع فرصة ترحيل أربعة (سابقًا واحدًا حتى عام 2024) على أساس أسبوعي بحد أقصى خمسة. يمكن إجراء انتقالات إضافية مقابل خصم -4 نقاط لكل انتقال. يختار المستخدمون أيضًا قائدًا، يتم مضاعفة نتيجته للجولة، ونائب قائد، والذي سيصبح قائدًا تلقائيًا إذا لم يلعب القائد المختار. يجب إجراء التغييرات قبل الموعد النهائي لأسبوع اللعب. يتم تنشيط البدلاء تلقائيًا حسب ترتيب تفضيلات مقاعد البدلاء وضمن قيود التشكيل إذا لم يلعب اللاعب الأساسي.
- تسجيل النقاط: يتم منح النقاط بناءً على أداء اللاعب في الحياة الواقعية مع الأفعال مثل الأهداف والتمريرات الحاسمة والشباك النظيفة لكسب النقاط بينما يتم خصم النقاط للحجوزات واستقبال الأهداف. يكافئ نظام النقاط الإضافية اللاعبين أيضًا على الإحصائيات الأساسية مع حصول أفضل ثلاثة لاعبين تسجيلاً في مقاييس مثل إكمال التمريرات والتدخلات على نقاط إضافية. منذ عام 2012، كانت أوبتا هي مزود البيانات لفانتزي بريميرليغ.[6] تمتد اللعبة على طول موسم الدوري الإنجليزي الممتاز والفائز الإجمالي هو المدرب الذي جمع أكبر عدد من النقاط في نهاية الموسم.
- الرقائق: منذ عام 2015، تم تزويد المدربين بالعديد من الرقائق لاستخدامها طوال الموسم. يجب تفعيلها قبل الموعد النهائي لأسبوع المباراة ولا يجوز استخدامها إلا مرة واحدة خلال الموسم (باستثناء الويلد كارد). تتضمن الرقائق:
  - ويلد كارد - انتقالات دائمة غير محدودة بدون تكلفة. يتم منح المدربين بطاقتين خلال الموسم. يجب أن يتم لعب واحدة في النصف الأول من الموسم (أسبوع المباراة 1 - 19) والأخرى في النصف الثاني من الموسم (أسبوع المباراة 20 - 38)
  - قائد ثلاثي - يتم مضاعفة نقاط القائد المختار ثلاث مرات بدلاً من مضاعفتها.
  - تعزيز مقاعد البدلاء - تتم إضافة النقاط من بدلاء المدرب إلى المجموع الإجمالي.
  - ضربة مجانية - عمليات نقل غير محدودة بدون تكلفة لمدة أسبوع لعب واحد. سيتم استعادة فريق أسبوع اللعب السابق في نهاية الجولة.
  - شريحة غامضة - قبل موسم 2024-25، أعلنت فانتزي بريميرليغ عن «شريحة غامضة» جديدة متاحة للعب في يناير 2025.[7]
  - الهجوم الشامل (تم إيقافه في عام 2017) - مكّن المدربين من لعب تشكيل 2–5–3، أي البدء بمهاجم إضافي على حساب المدافع.
- الدوريات المصغرة: يمكن للمستخدمين إنشاء دوريات مصغرة خاصة بهم ودعوة الآخرين للانضمام. يمكن أن يكون التسجيل إما بالتنسيق القياسي أو في دوري وجهاً لوجه حيث يواجه الفريقان بعضهما البعض في كل أسبوع لعب، ويحصلان على ثلاث نقاط للفوز أو نقطة واحدة للتعادل.
- كأس فانتزي بريميرليغ: تقام مسابقة كأس خروج المغلوب في نفس الوقت خلال الموسم. يتم اختيار المدربين بشكل عشوائي لمواجهة أحد الخصوم ويتنافسون في مباراة وجهاً لوجه باستخدام فريقهم المعتاد في الدوري الممتاز، ويتأهل الفائز فقط إلى الجولة التالية.

### الاختيار
بالإضافة إلى الشكل القياسي، قدمت فانتزي بريميرليغ وضع اختيار اللاعبين لأول مرة في عام 2017. في هذه الحالة، ينضم المدربون إلى دوريات خاصة صغيرة تضم ما بين 2 إلى 16 مدرب. لا توجد ميزانية وبدلاً من ذلك يتناوب المدربون على اختيار اللاعبين لفرقهم المكونة من 15 لاعبًا. ومع ذلك، بمجرد اختيار لاعب، لن يكون متاحًا لأي مدربين آخرين في تلك الدوري الخاص المحدد للاختيار.

### تحدي
في مارس 2024، أطلقت فانتزي بريميرليغ نسخة تجريبية من لعبة الرياضات الخيالية اليومية جديدة تسمى تحدي فانتزي بريميرليغ. الوضع منفصل عن اللعبة الرئيسية ويتطلب من اللاعبين بناء فريق لأسبوع لعب واحد مع وجود تحدٍ خاص فريد من نوعه لتلك الأسبوع أيضًا نشطًا مثل الميزانية غير المحدودة، أو اللاعبين في مراكز معينة أو لأندية معينة يسجلون ضعف النقاط وما إلى ذلك. على عكس الوضع الكلاسيكي ووضع الاختيار، فإن اللعبة عبارة عن لعبة «يومية» قصيرة مع إعادة تعيين النتائج إلى الصفر بعد كل جولة مما يعني عدم وجود لوحات صدارة تراكمية طوال الموسم ويتم منح الجوائز لأفضل ثلاثة مدربين تسجيليين لكل جولة فردية. ومع ذلك، قبل الموسم الكامل الأول 2024–25، أضافت فانتزي بريميرليغ لوحة صدارة طوال الموسم والقدرة على إنشاء دوريات مصغرة. كما تم تقديم الأحداث. الحدث عبارة عن مجموعة قصيرة من أربعة أو خمسة أسابيع لعب بموضوع أوسع مثل فرق خماسية بدلاً من التشكيلة الأساسية الكلاسيكية. يتمكن المدربين من تتبع ترتيبهم في الدوري المصغر أثناء الأحداث بالإضافة إلى أسابيع المباريات الفردية والنقاط طوال الموسم.

## الفائزون
| الموسم  | اللاعبين    | الفائز           | البلد            | اسم الفريق                          | النقاط | م.     |
| ------- | ----------- | ---------------- | ---------------- | ----------------------------------- | ------ | ------ |
| 2002–03 | 76 ألف      | جرايم هادو       | جنوب إفريقيا     | (بالإنجليزية: Wee Wullie Winkie FC)‏ | 1،940  | [ 11 ] |
| 2003–04 | 312 ألف     | موير أوكونور     | جمهورية أيرلندا  | (بالإنجليزية: The Lonely 11)‏        | 2،151  | [ 12 ] |
| 2004–05 | 472 ألف     | آندي توملينز     | إنجلترا          | (بالإنجليزية: Palace Excile)‏        | 2،253  | [ 13 ] |
| 2005–06 | 810 ألف     | تومي ويلسون      |                  | (بالإنجليزية: Blue Bridge Brigade)‏  | 2،326  | [ 12 ] |
| 2006–07 | 1.27 مليون  | مايك دولان       |                  | (بالإنجليزية: Divers & Cheats XI)‏   | 2،268  | [ 12 ] |
| 2007–08 | 1.70 مليون  | جون فريسينا      | أستراليا         | (بالإنجليزية: FRISK UTD)‏            | 2،466  | [ 14 ] |
| 2008–09 | 1.95 مليون  | السير مولت       | أستراليا         | (بالإنجليزية: MOULTANIC)‏            | 2،264  | [ 12 ] |
| 2009–10 | 2.10 مليون  | جون ريسون        | إنجلترا          | (بالإنجليزية: Westfield Irons)‏      | 2،668  | [ 15 ] |
| 2010–11 | 2.35 مليون  | كريس ماكجورن     | إنجلترا          | (بالإنجليزية: Morons FC)‏            | 2،372  | [ 16 ] |
| 2011–12 | 2.78 مليون  | سام باتر         | إنجلترا          | (بالإنجليزية: SamCity)‏              | 2،414  | [ 17 ] |
| 2012–13 | 2.61 مليون  | مات مارتينياك    | إنجلترا          | (بالإنجليزية: Divine Mercy)‏         | 2،472  | [ 18 ] |
| 2013–14 | 3.22 مليون  | توم فينلي        | إنجلترا          | (بالإنجليزية: Captain Suarez!)‏      | 2،634  | [ 19 ] |
| 2014–15 | 3.5 مليون   | سيمون مارش       | إنجلترا          | (بالإنجليزية: Atletico Marchid**)‏   | 2،470  | [ 20 ] |
| 2015–16 | 3.73 مليون  | ديمتري نيكولاو   | إنجلترا          | (بالإنجليزية: Dimitris gavles)‏      | 2،458  | [ 21 ] |
| 2016–17 | 4.50 مليون  | بن كرابتري       | إنجلترا          | (بالإنجليزية: FC Crab Dogg)‏         | 2،564  | [ 22 ] |
| 2017–18 | 5.19 مليون  | يوسف الشيخ       | تنزانيا          | (بالإنجليزية: Yusuf's Team)‏         | 2،512  | [ 23 ] |
| 2018–19 | 6.32 مليون  | آدم ليفي         | نيوزيلندا        | (بالإنجليزية: #TheyAreUs)‏           | 2،659  | [ 24 ] |
| 2019–20 | 7.63 مليون  | جوشوا بول        | إنجلترا          | (بالإنجليزية: The Bulldozers)‏       | 2،557  | [ 26 ] |
| 2020–21 | 8.15 مليون  | مايكل كون        | جمهورية أيرلندا  | (بالإنجليزية: Teddy Bears Utd)‏      | 2،680  | [ 27 ] |
| 2021–22 | 9.17 مليون  | جيمي بيجوت       | الولايات المتحدة | (بالإنجليزية: Futbol Is Life)‏       | 2،844  | [ 28 ] |
| 2022–23 | 11.45 مليون | علي جهانجيروف    | أذربيجان         | (بالإنجليزية: FPL Gunz)‏             | 2،776  | [ 29 ] |
| 2023–24 | 10.91 مليون | جوناس ساند لاباك | النرويج          | (بالإنجليزية: Onkel Blaa)‏           | 2،799  | [ 30 ] |

1. ↑  لم تبدأ النقاط في التراكم في الموسم الأول من فانتزي بريميرليغ حتى الأسبوع السابع من اللعبة، حيث تم اعتبار الأسابيع الستة الأولى بمثابة فترة ما قبل الموسم، مما يسمح للاعبين بالتعرف على اللعبة.[6]
2. ↑  أنهى ألكسندر أنتونوف المسابقة برصيد 2575 نقطة، لكن تم استبعاده بعد أسبوعين من قبل فانتزي بريميرليغ «بسبب خرق شروطنا».[25]

## اللاعبون الأكثر تسجيلا للأهداف
فيما يلي قائمة باللاعبين الذين أنهوا الموسم باعتبارهم اللاعب الأعلى تسجيلاً للأهداف في فانتزي بريميرليغ.
عدد الانتصارات المتعددة موضح بين قوسين.
| الموسم  | اللاعب                | المركز | السعر المبدئي            | النادي          | النقاط | م.     |
| ------- | --------------------- | ------ | ------------------------ | --------------- | ------ | ------ |
| 2002–03 | تييري هنري            | مهاجم  | 11.0 مليون جنيه إسترليني | أرسنال          | 271    | [ 31 ] |
| 2003–04 | تييري هنري (2)        | مهاجم  |                          | أرسنال          | 242    | [ 32 ] |
| 2004–05 | فرانك لامبارد         | وسط    | 10.0 مليون جنيه إسترليني | تشيلسي          | 269    | [ 33 ] |
| 2005–06 | تييري هنري (3)        | مهاجم  | 14.0 مليون جنيه إسترليني | أرسنال          | 239    | [ 34 ] |
| 2006–07 | كريستيانو رونالدو     | وسط    | 10.0 مليون جنيه إسترليني | مانشستر يونايتد | 244    | [ 35 ] |
| 2007–08 | كريستيانو رونالدو (2) | وسط    | 12.0 مليون جنيه إسترليني | مانشستر يونايتد | 283    | [ 36 ] |
| 2008–09 | فرانك لامبارد (2)     | وسط    | 11.0 مليون جنيه إسترليني | تشيلسي          | 226    | [ 32 ] |
| 2009–10 | فرانك لامبارد (3)     | وسط    |                          | تشيلسي          | 284    | [ 32 ] |
| 2010–11 | لويس ناني             | وسط    | 8.0 مليون جنيه إسترليني  | مانشستر يونايتد | 198    | [ 37 ] |
| 2011–12 | روبين فان بيرسي       | مهاجم  | 12.0 مليون جنيه إسترليني | أرسنال          | 269    | [ 38 ] |
| 2012–13 | روبين فان بيرسي (2)   | مهاجم  | 13.0 مليون جنيه إسترليني | مانشستر يونايتد | 262    | [ 39 ] |
| 2013–14 | لويس سواريز           | مهاجم  | 11.0 مليون جنيه إسترليني | ليفربول         | 295    | [ 40 ] |
| 2014–15 | إدين هازارد           | وسط    | 10.0 مليون جنيه إسترليني | تشيلسي          | 233    | [ 41 ] |
| 2015–16 | رياض محرز             | وسط    | 5.5 مليون جنيه إسترليني  | ليستر سيتي      | 240    | [ 42 ] |
| 2016–17 | أليكسيس سانشيز        | وسط    | 11.0 مليون جنيه إسترليني | أرسنال          | 264    | [ 43 ] |
| 2017–18 | محمد صلاح             | وسط    | 9.0 مليون جنيه إسترليني  | ليفربول         | 303    | [ 44 ] |
| 2018–19 | محمد صلاح (2)         | وسط    | 13.0 مليون جنيه إسترليني | ليفربول         | 259    | [ 45 ] |
| 2019–20 | كيفن دي بروين         | وسط    | 9.5 مليون جنيه إسترليني  | مانشستر سيتي    | 251    | [ 46 ] |
| 2020–21 | برونو فيرنانديز       | وسط    | 10.5 مليون جنيه إسترليني | مانشستر يونايتد | 244    | [ 47 ] |
| 2021–22 | محمد صلاح (3)         | وسط    | 12.5 مليون جنيه إسترليني | ليفربول         | 265    | [ 34 ] |
| 2022–23 | إيرلينغ هالاند        | مهاجم  | 11.5 مليون جنيه إسترليني | مانشستر سيتي    | 272    | [ 48 ] |
| 2023–24 | كول بالمر             | وسط    | 5.0 مليون جنيه إسترليني  | تشيلسي          | 244    | [ 49 ] |

## الألعاب الأخرى
بالإضافة إلى اللعبة الرسمية للدوري الإنجليزي الممتاز، هناك العديد من ألعاب كرة القدم الخيال الأخرى المستندة إلى لعب الدوري الإنجليزي الممتاز، بعضها سبق فانتزي بريميرليغ. تقدم وسائل الإعلام مثل ديلي تلغراف وسكاي سبورتس جوائز نقدية للفوز باختلافاتها الخاصة من الشكل الكلاسيكي. اختيار كرة القدم الخيال هي منصة مستقلة تقدم كل من ألعاب الاختيار الثعبانية والمزادات. فريق المشجعين هو موقع مقامرة يقدم ألعابًا يومية بالإضافة إلى لعبة الدفع للدخول طوال الموسم. سوراري هي لعبة تعتمد على العملات المشفرة حيث ينشئ المستخدمون فرقًا من خلال جمع وتداول بطاقات اللاعبين ورموز غير قابلة للاستبدال. وقعت الشركة اتفاقية ترخيص رسمية لمدة أربع سنوات مع الدوري الإنجليزي الممتاز في يناير 2023.

## وصلات خارجية
- الصفحة الرئيسية لفانتزي بريميرليغ